# Лешек Дунецький
Лешек Ришард "Лех" Дунецький  (пол. Leszek Ryszard "Lech" Dunecki, 2 жовтня 1956) — польський легкоатлет, олімпійський медаліст.

## Виступи на Олімпіадах
| Олімпіада   | Дисципліна              | Місце     |
| ----------- | ----------------------- | --------- |
| Москва 1980 | біг на 100 метрів       | 5 h3 r2/4 |
| Москва 1980 | біг на 200 метрів       | 6         |
| Москва 1980 | естафета 4 x 100 метрів | 2         |